# Saprinus pamiricus
Saprinus pamiricus är en skalbaggsart som beskrevs av Reichardt 1930. Saprinus pamiricus ingår i släktet Saprinus och familjen stumpbaggar. Inga underarter finns listade i Catalogue of Life.